# リン酸銅(II)
リン酸銅(II)(Copper(II) phosphate)は、化学式Cu3(PO4)・n(H2O)の無機化合物で、リン酸の銅塩である。無水物は青色固体である。リン酸二アンモニウムと酸化銅(II)の高温での反応で合成できる。
2 (NH4)2HPO4 + 3 CuO → Cu3(PO4)2 + 3 H2O + 4 NH3

## 構造
大部分の金属リン酸塩に特徴的な配位高分子を形成する。リン酸中心は四面体型である。無水物では、銅中心は五配位である。一水和物では、銅は、6-、5-、4-配位となる。

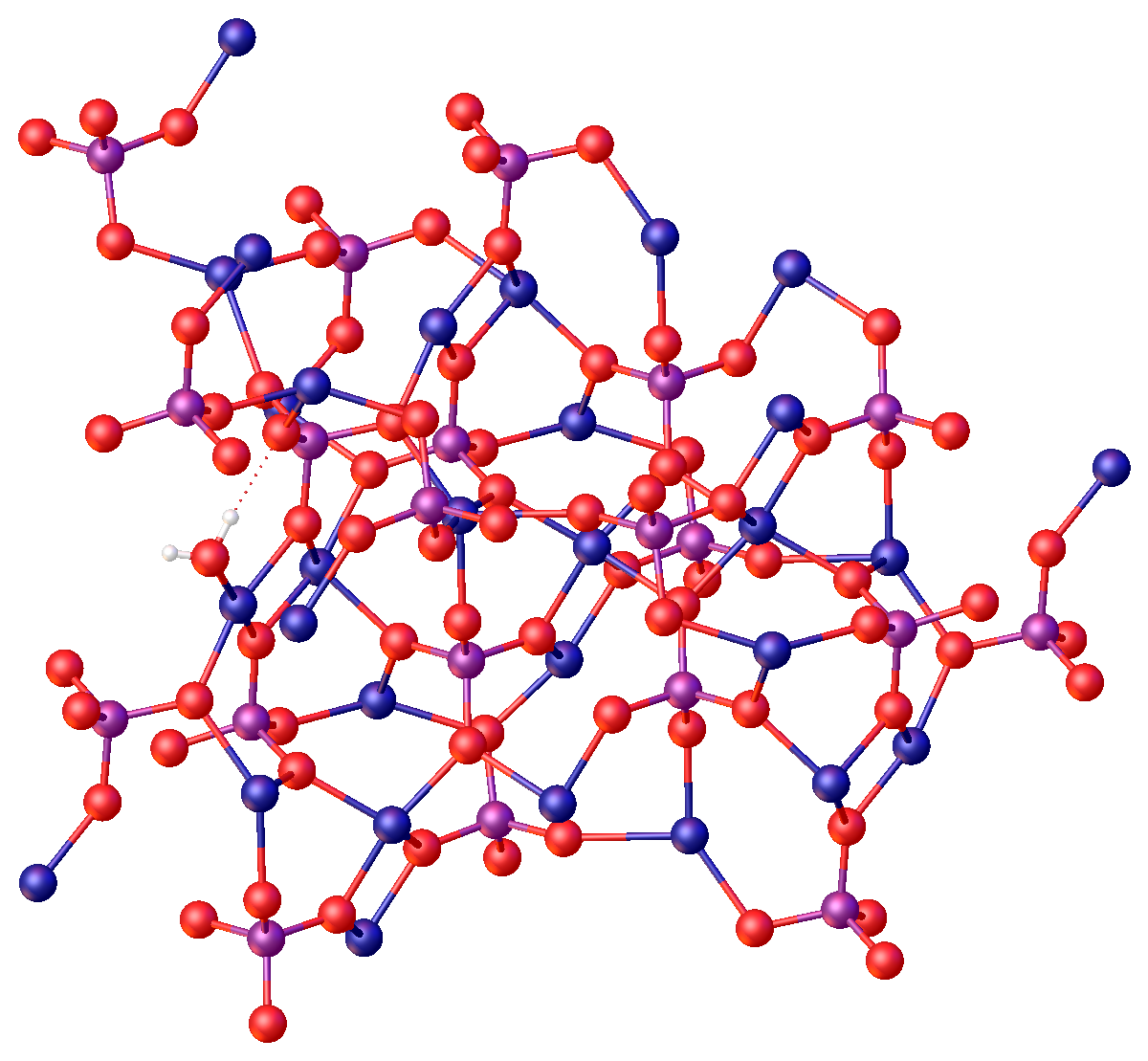
Structure of Cu_{3}(PO_{4})_{2}(H_{2}O).

## 鉱物
水和物Cu2(PO4)OHとして比較的普通に見られる緑色の鉱物で、天然にはリベセナイトとして産出する。擬孔雀石Cu5(PO4)2(OH)4は、天然に存在する最も一般的なリン酸銅で、銅鉱床の酸化地帯で典型的に見られる。